# آنارشیسم فردگرا
مراد از آنارشیسم فردگرا سنت‌های فکری متعددی در جنبش آنارشیستی است که بر آزادی عمل فرد و ارادهٔ او فراتر از عوامل تعیین‌کنندهٔ خارجی نظیر گروه‌ها، جامعه، سنت‌ها و سیستم‌های ایدئولوژیک تأکید می‌کند. منظور از آنارشیسم فردگرا نه یک فلسفهٔ واحد بلکه گروهی از فلسفه‌های فردگرایانه است که گاهی با هم در تضادند. این فلسفه از طریق اروپا و آمریکا گسترش یافت. بنجامین تاکر، آنارشیست فردگرای معروف قرن نوزدهمی باور داشت که «اگر فرد حق فرمانروایی خویش را داشته‌باشد، هرگونه فرمانروایی بیرونی استبداد است.»

## مرور کلی

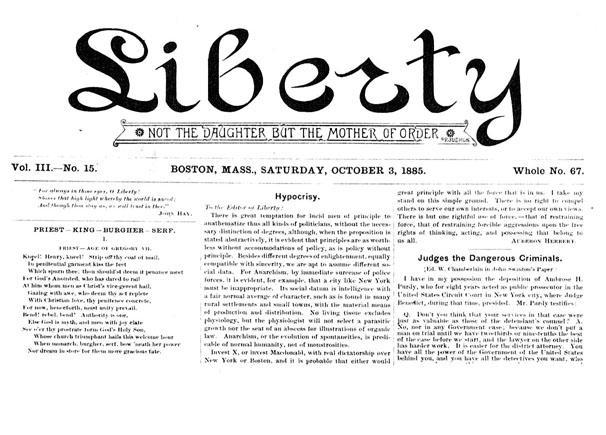
لیبرتی نشریه آنارشیست فردگرای آمریکایی که به سردبیری بنجامین تاکر منتشر می‌شد

از جمله تأثیرگذاران اولیه بر آنارشیسم فردگرا عبارتند از ویلیام گادوین، هنری دیوید ثورو (تعالی‌گرایی)، جوشیا وارن ("اقندار فرد"), لایسندر اسپونر ("قانون طبیعی"), پیر ژوزف پرودون (mutualism), انسلمی بلگریگ، هربرت اسپنسر ("قانون آزادی برابر"), و ماکس اشتیرنر (اگوییسم).